# Izrael in Dub
Izrael in Dub – szósty album zespołu Izrael, zawierający 12 wersji dubowych utworów grupy. Autorem dubów jest Robert Brylewski, nagrania pochodzą z różnych okresów działalności zespołu (1984-1997).
Album ukazał się w 1997 roku w formie płyty kompaktowej nakładem Gold-Rock (nr katalogowy GR 006).

## Lista utworów
| 01 . | „Dub Alone”     | 4:30    |
|      |                 |         |
| 02 . | „Rockattack”    | 5:25    |
|      |                 |         |
| 03 . | „Freedomic Dub” | 8:45    |
|      |                 |         |
| 04 . | „Dub 125”       | 3:20    |
|      |                 |         |
| 05 . | „Ride on Dub”   | 4:00    |
|      |                 |         |
| 06 . | „Kfasman Dub”   | 1:30    |
|      |                 |         |
| 07 . | „No Hero Dub”   | 3:10    |
|      |                 |         |
| 08 . | „Dub to Live”   | 3:50    |
|      |                 |         |
| 09 . | „Rudi Dub”      | 2:45    |
|      |                 |         |
| 10 . | „Warmian Dub”   | 8:00    |
|      |                 |         |
| 11 . | „I & I & Dub”   | 5:25    |
|      |                 |         |
| 12 . | „Dub to Love”   | 9:30    |
|      |                 |         |
|      |                 | 1:00:10 |
|      |                 |         |
Muzyka: Izrael.

## Muzycy
- Różne składy
- Robert Brylewski – produkcja, miks